# (17273) Karnik
(17273) Karnik (2000 LD13) – planetoida z pasa głównego asteroid okrążająca Słońce w ciągu 3,42 lat w średniej odległości 2,27 j.a. Odkryta 5 czerwca 2000 roku.